# Pucaru Stade Gaulois
Pucaru Stade Gaulois, "P.S.G." es un club de rugby de Uruguay, de la ciudad de Montevideo. Fue fundado en 2005 y participa en los torneos de Primera, Intermedia, Pre-Intermedia, M-19, M-17, M-15, M-13, M-11 y M-9 de la Unión de Rugby del Uruguay.
Ejerce como  local en el campo de deportes del Lycée Français Jules Supervielle de Montevideo, ubicado en la Ruta Interbalnearia km 23.200- Camino Gonzalo Rodríguez.

## Historia

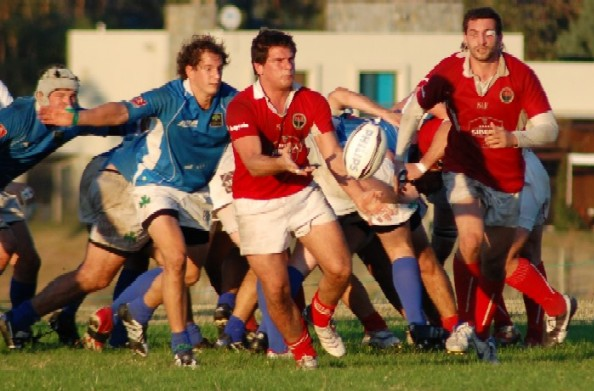
PSG Rugby. Luis Ara, primer capitán del club.

El club de rugby P.S.G., surgió de la fusión de dos equipos, Pucaru, un club del barrio montevideano de Punta Carretas, que hasta ese momento participaba en el campeonato de primera división de la U.R.U. y del club Stade Gaulois, un club surgido de un grupo de exjugadores del Lycée Français de Montevideo, que  participaban en el campeonato de Reserva. 
Ambos clubes compartían una excelente relación (surgida de una cantidad innumerable de partidos amistosos), la misma forma de vivir el rugby y trabajar por sus clubes, y el mismo afán por progresar tanto en el aspecto deportivo como en el social. Es así que a finales del año 2005  ocurrió una brillante idea, y ante la evidencia de que ambos clubes eran complementarios entre sí, surge la idea de unirse en una fusión que, visto el progreso de P.S.G. desde su creación, sería inmensamente provechosa. 
La primera participación oficial del nuevo club fue en el Seven de Punta del Este en enero de 2006, donde gana la Copa de Bronce. Ese mismo año participa por primera vez en el Campeonato Uruguayo de Primera División, torneo en el que ha participado de forma ininterrumpida hasta la fecha.
En el año 2025 el club incorpora Hockey Femenino y Masculino, participando en la Liga Unversitaria y en las divisionales B y C de la Federación Uruguaya de Hockey
También en el año 2025, el club adquiere la SAD propietaria del activo fútbol de Club Sportivo Miramar Misiones

## Presidentes
- Luis Ara (2010/2015)
- Daniel Queijo (2015/2023)
- Javier Jakubovski (2023/-)

## Entrenadores

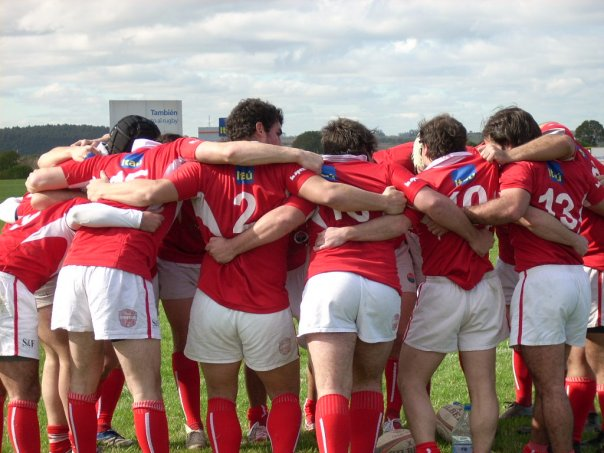
PSG Rugby.

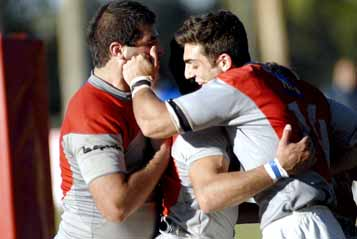
PSG Rugby.

- Alberto "Paco" Roman (Entrenador Plantel Superior) .

### Cuerpo técnico completo
- Actualizado el 27 de marzo de 2025.

| Cargo                       | Nombre               |
| --------------------------- | -------------------- |
| Head Coach                  | Alberto "Paco" Roman |
| Entrenador Plantel Superior | Alex Jakubovski      |
| Preparador Físico           | Emiliano Picún       |
| Mánager                     | Guillermo Di Maio    |
| Mánager                     | Alfredo Vivo         |
| Médico                      | Isabel Calafi        |
| Capitán 1ª División         | Guzmán Marisquirena  |

## Juveniles

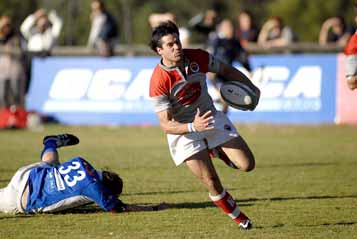
PSG Rugby. Nicolás "Chino" Martínez.

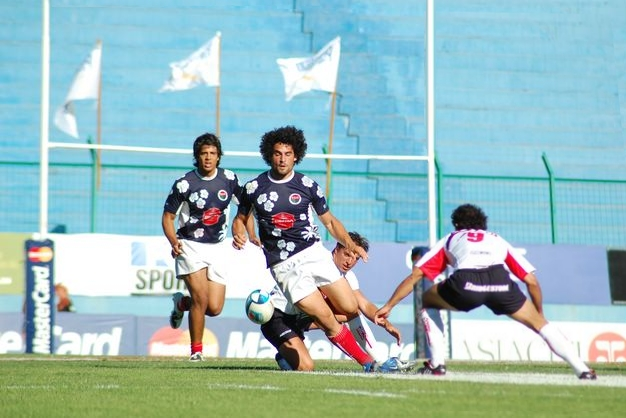
PSG Rugby. Seven de Punta del Este 2009.

El club participa actualmente en los torneos de la Unión de Rugby del Uruguay en las divisiones de M-19, M-17, M15 y M13

### Cuerpo técnico Juveniles
- Actualizado el 27 de marzo de 2025.

| Cargo              | Nombre                 |
| ------------------ | ---------------------- |
| Entrenador de M-19 | Mathias Braun          |
| Entrenador de M-19 | Daniel Delor           |
| Entrenador de M-17 | Luis A. Brito del Pino |
| Entrenador de M-17 | Daniel Queijo          |
| Entrenador de M-15 | Agustín García         |
| Entrenador de M-15 | Joaquin Moreira        |
| Entrenador de M-13 | Matías Navarrete       |
| Entrenador de M-13 | Gastón Cristiani       |
| Preparador físico  | Emiliano Picún         |
| Mánager            | Daniel Grasso          |
| Mánager            | Juan Pablo Martinelli  |
| Mánager            | Luigi Canzanesse       |
| Mánager            | Sebastián Felicetti    |

## Torneos nacionales
- Torneo República (2): 2008, 2009.